# Enoplus schulzi
Enoplus schulzi is een rondwormensoort uit de familie van de Enoplidae. De wetenschappelijke naam van de soort is voor het eerst geldig gepubliceerd in 1952 door Gerlach.